# Jo da Silva
Dame Joanna Gabrielle da Silva DBE (* 1967) ist eine britische Bauingenieurin.
Jo da Silva ist seit Mitte der 1990er-Jahre bei Arup und dort Gründerin (2007) und Leiterin der Abteilung International Development, einer Non-Profit-Abteilung des Ingenieurbüros, die mit humanitären Organisationen zusammenarbeitet. Sie ist Arup Fellow.
Sie organisierte die Hilfe von über 100 Hilfsorganisationen für Sri Lanka nach dem Tsunami 2004 im Wiederaufbau. Dabei wurden in einem halben Jahr 60.000 Notunterkünfte gebaut.
Sie ist seit 1991 Mitglied der NGO RedR, die Katastrophenhilfe in Entwicklungsländern leisten. Zum Beispiel war sie aktiv nach dem Genozid in Ruanda im Aufbau von Flüchtlingslagern. Sie hielt die 9. Brunel Lecture (Shifting Agendas – from response to resilience) der ICE (als erste Frau). Das Thema ihrer Vorlesung ist eine Initiative (Resilience Shift), die von Lloyds in London unterstützt wird und das Augenmerk von Bauingenieuren von der Abwehr von Gefahren von Gebäuden zu sozialem, vorausschauenden Denken in Hinblick auf die Funktion von Gebäuden lenken soll.
2017 erhielt sie die Goldmedaille der Institution of Structural Engineers. Sie wurde 2011 als Officer des Order of the British Empire (OBE), 2021 als Dame Commander des Order of the British Empire geadelt, war British Expertise Individual of the Year und ist Mitglied der Royal Academy of Engineering.